# Halmstads sparbank
Halmstads sparbank var en sparbank i Halmstad 1835–1986.
Beslut om att grunda en sparbank i Halmstad fattades den 28 januari 1835. Hallands läns sparbank öppnade för insättning den 4 juli 1835 som Hallands läns första sparbank. Redan nästa år öppnade ytterligare en sparbank i länet, Varbergs sparbank.
Åren 1912-1914 uppfördes Sparbankshuset som nytt huvudkontor på Storgatan 8 efter ritningar av Ivar Tengbom och Ernst Torulf.
År 1986 uppgick Halmstads sparbank i Sparbanken Kronan. Verksamheten uppgick senare i Sparbanken Sverige (1992), Föreningssparbanken (1997) och är nu en del av Swedbank.